# اوجازد
اوجازد (به لاتین: Ujazd) یک شهر و گمینا در لهستان است که در گمینا اویازد (استان اوپوله) واقع شده‌است. اوجازد ۱۴٫۶۹ کیلومتر مربع مساحت و ۱٬۶۵۲ نفر جمعیت دارد.